# Daniel Levy (Schauspieler)
Daniel Joseph Levy (* 1983 in Toronto) ist ein kanadischer Schauspieler und Drehbuchautor.

## Leben
Seine Eltern sind der Schauspieler und Filmproduzent Eugene Levy und Deborah Divine. Seine Schwester ist die Schauspielerin Sarah Levy. Als Schauspieler und Drehbuchautor ist Levy in den Vereinigten Staaten tätig. Mit seinem Vater schrieb er gemeinsam die Drehbücher der Comedyserie Schitt’s Creek. Levy war in verschiedenen Filmen als Schauspieler tätig. Levy outete sich mit 19 Jahren als homosexuell und wohnt in Los Angeles und in Toronto.

## Filmografie (Auswahl)
- 2013: Zugelassen – Gib der Liebe eine Chance (Admission)
- 2015–2020: Schitt’s Creek (Fernsehserie, 80 Folgen)
- 2018: Modern Family (Fernsehserie, Folge 10x03)
- 2019: The Kacey Musgraves Christmas Show (Fernsehfilm)
- 2020: Happiest Season
- 2023: Sex Education (Fernsehserie)
- 2024: Good Grief (Fernsehfilm)
- 2024: Unfrosted

## Auszeichnungen und Preise (Auswahl)
- 2020: 4 Primetime Emmys
- 2019: Canadian Screen Award (gemeinsam mit weiteren Schauspielern)
- 2019: MTV Movie Award for Best Comedic Performance
- 2019: GLAAD Media Award

## Schriften
- Daniel Levy, Eugene Levy: Best Wishes, Warmest Regards: The Story of Schitt's Creek. Running Press Book Publishers, 2021, ISBN 978-0-7624-9950-2, S. 368.